# Список птахів Барбадосу
Це перелік видів птахів, зафіксованих на території Барбадосу. Авіфауна Барбадосу налічує загалом 273 види, з яких 1 є ендемічним, 15 були інтродуковані людьми, 184 види вважаються рідкісними або випадковими. 8 видів були винищені на Барбадосі, а 1 вид, імовірно, є вимерлим.

## Позначки
Наступні теги використані для виділення деяких категорій птахів.
- (А) Випадковий — вид, який рідко або випадково трапляється на Барбадосі
- (Е) Ендемічий — вид, який є ендеміком Барбадосу
- (I) Інтродукований — вид, завезений на Барбадос як наслідок, прямих чи непрямих людських дій
- (Ex) Локально вимерлий — вид, який більше не трапляється на Барбадосі, хоча його популяції існують в інших місцях

## Гусеподібні(Anseriformes)
Родина: Качкові (Anatidae)
- Свистач білоголовий, Dendrocygna viduata (A)
- Свистач червонодзьобий, Dendrocygna autumnalis
- Свистач кубинський, Dendrocygna arborea (A)
- Свистач рудий, Dendrocygna bicolor
- Казарка чорна, Branta bernicla (A)
- Каргарка гриваста, Neochen jubata (A)
- Галагаз євразійський, Tadorna tadorna (A)
- Качка мускусна, Cairina moschata
- Каролінка, Aix sponsa (I)
- Чирянка велика, Spatula querquedula (A)
- Чирянка блакитнокрила, Spatula discors
- Широконіска північна, Spatula clypeata (A)
- Свищ євразійський, Mareca penelope (A)
- Свищ американський, Mareca americana (A)
- Крижень звичайний, Anas platyrhynchos (I)
- Шилохвіст білощокий, Anas bahamensis (A)
- Шилохвіст північний, Anas acuta (A)
- Чирянка американська, Anas carolinensis (A)
- Попелюх звичайний, Aythya ferina (A)
- Чернь канадська, Aythya collaris (A)
- Чернь чубата, Aythya fuligula (A)
- Чернь морська, Aythya marila (A)
- Чернь американська, Aythya affinis (A)
- Крех жовтоокий, Lophodytes cucullatus (A)
- Савка маскова, Nomonyx dominicus
- Савка американська, Oxyura jamaicensis (I)

## Куроподібні(Galliformes)
Родина: Токрові (Odontophoridae)
- Перепелиця віргінська, Colinus virginianus (I) (Ex)

Родина: Фазанові (Phasianidae)
- Курка банківська, Gallus gallus (I)

## Фламінгоподібні(Phoenicopteriformes)
Родина: Фламінгові (Phoenicopteridae)
- Фламінго червоний, Phoenicopterus ruber (A)

## Пірникозоподібні(Podicipediformes)
Родина: Пірникозові (Podicipedidae)
- Пірникоза рябодзьоба, Podilymbus podiceps

## Голубоподібні(Columbiformes)
Родина: Голубові (Columbidae)
- Голуб сизий, Columba livia (I)
- Голуб пурпуровошиїй, Patagioenas squamosa
- Голуб карибський, Patagioenas leucocephala (A)
- Горлиця садова, Streptopelia decaocto (I)
- Streptopelia roseogrisea(інші мови) (I)
- Талпакоті строкатоголовий, Columbina passerina
- Zenaida asiatica(інші мови) (A)
- Zenaida aurita(інші мови)
- Zenaida auriculata(інші мови)

## Зозулеподібні(Cuculiformes)
Родина: Зозулеві (Cuculidae)
- Ані великий, Crotophaga major (A)
- Ані товстодзьобий, Crotophaga ani (A)
- Зозуля звичайна, Cuculus canorus (A)
- Кукліло північний, Coccyzus americanus (A)
- Кукліло мангровий, Coccyzus minor
- Кукліло чорнодзьобий, Coccyzus erythropthalmus (A)

## Дрімлюгоподібні(Caprimulgiformes)
Родина: Дрімлюгові (Caprimulgidae)
- Анаперо віргінський, Chordeiles minor
- Анаперо антильський, Chordeiles gundlachii (A)

## Серпокрильцеподібні(Apodiformes)
Родина: Серпокрильцеві (Apodidae)
- Свіфт західний, Cypseloides niger
- Свіфт болівійський, Streptoprocne zonaris (A)
- Голкохвіст східний, Chaetura pelagica
- Голкохвіст вохристогузий, Chaetura brachyura (A)
- Серпокрилець білочеревий, Tachymarptis melba (A)

Родина: Колібрієві (Trochilidae)
- Колібрі аметистовогорлий, Eulampis jugularis (A)
- Колібрі карибський, Eulampis holosericeus
- Колібрі чубатий, Orthorhyncus cristatus

## Журавлеподібні(Gruiformes)
Родина: Пастушкові (Rallidae)
- Погонич каролінський, Porzana carolina
- Курочка латиноамериканська, Gallinula galeata
- Лиска американська, Fulica americana
- Султанка американська, Porphyrio martinica (A)

## Сивкоподібні(Charadriiformes)
Родина: Лежневі (Burhinidae)
- Лежень американський, Burhinus bistriatus (A)

Родина: Чоботарові (Recurvirostridae)
- Himantopus mexicanus (A)
- Чоботар американський, Recurvirostra americana (A)

Родина: Куликосорокові  (Haematopodidae)
- Кулик-сорока американський, Haematopus palliatus (A)

Родина: Сивкові (Charadriidae)
- Чайка чубата, Vanellus vanellus (A)
- Чайка чилійська, Vanellus chilensis
- Сивка морська, Pluvialis squatarola
- Сивка американська, Pluvialis dominica
- Сивка бурокрила, Pluvialis fulva (A)
- Пісочник крикливий, Charadrius vociferus (A)
- Пісочник великий, Charadrius hiaticula (A)
- Пісочник канадський, Charadrius semipalmatus
- Пісочник жовтоногий, Charadrius melodus (A)
- Пісочник довгодзьобий, Charadrius wilsonia (A)
- Пісочник пампасовий, Charadrius collaris (A)
- Пісочник американський, Charadrius nivosus (A)

Родина: Баранцеві (Scolopacidae)
- Бартрамія, Bartramia longicauda  (A)
- Numenius phaeopus (A)
- Кульон ескімоський, Numenius borealis (ймовірно вимер)
- Кульон американський, Numenius americanus (A)
- Грицик канадський, Limosa haemastica (A)
- Грицик чорнохвостий, Limosa fedoa (A)
- Крем'яшник звичайний, Arenaria interpres
- Побережник ісландський, Calidris canutus
- Брижач, Calidris pugnax (A)
- Побережник довгоногий, Calidris himantopus (A)
- Побережник червоногрудий, Calidris ferruginea (A)
- Побережник білий, Calidris alba
- Побережник чорногрудий, Calidris alpina (A)
- Побережник канадський, Calidris bairdii (A)
- Побережник малий, Calidris minuta (A)
- Побережник-крихітка, Calidris minutilla
- Побережник білогрудий, Calidris fuscicollis (A)
- Жовтоволик, Calidris subruficollis (A)
- Побережник арктичний, Calidris melanotos
- Побережник тундровий, Calidris pusilla
- Побережник аляскинський, Calidris mauri
- Неголь короткодзьобий, Limnodromus griseus
- Неголь довгодзьобий, Limnodromus scolopaceus (A)
- Баранець малий, Lymnocryptes minimus (A)
- Баранець американський, Gallinago delicata (A)
- Мородунка, Xenus cinereus (A)
- Набережник плямистий, Actitis macularius
- Коловодник малий, Tringa solitaria (A)
- Коловодник жовтоногий, Tringa flavipes
- Коловодник американський, Tringa semipalmata (A)
- Коловодник чорний, Tringa erythropus (A)
- Коловодник великий, Tringa nebularia (A)
- Коловодник строкатий, Tringa melanoleuca
- Коловодник болотяний, Tringa glareola (A)
- Плавунець довгодзьобий, Phalaropus tricolor (A)

Родина: Дерихвостові (Glareolidae)
- Дерихвіст лучний, Glareola pratincola (A)

Родина: Поморникові (Stercorariidae)
- Поморник великий, Stercorarius skua (A)
- Поморник антарктичний, Stercorarius maccormicki (A)
- Поморник середній, Stercorarius pomarinus (A)
- Поморник короткохвостий, Stercorarius parasiticus (A)

Родина: Мартинові (Laridae)
- Мартин трипалий, Rissa tridactyla (A)
- Мартин канадський, Chroicocephalus philadelphia (A)
- Мартин сіроголовий, Chroicocephalus cirrocephalus (A)
- Мартин звичайний, Chroicocephalus ridibundus (A)
- Мартин малий, Hydrocoloeus minutus (A)
- Leucophaeus atricilla
- Мартин ставковий, Leucophaeus pipixcan (A)
- Мартин делаверський, Larus delawarensis (A)
- Мартин американський, Larus smithsonianus (V)
- Larus michahellis (A)
- Мартин чорнокрилий, Larus fuscus (A)
- Мартин полярний, Larus hyperboreus (A)
- Мартин морський, Larus marinus (A)
- Мартин домініканський, Larus dominicanus (A)
- Крячок бурий, Anous stolidus (A)
- Крячок атоловий, Anous minutus (A)
- Крячок строкатий, Onychoprion fuscata
- Крячок бурокрилий, Onychoprion anaethetus
- Крячок карибський, Sternula antillarum (A)
- Крячок чорнодзьобий, Gelochelidon nilotica (A)
- Крячок каспійський, Hydroprogne caspia (A)
- Крячок чорний, Chlidonias niger (A)
- Крячок білокрилий, Chlidonias leucopterus (A)
- Крячок білощокий, Chlidonias hybridus (A)
- Крячок рожевий, Sterna dougallii (A)
- Крячок річковий, Sterna hirundo (A)
- Крячок полярний, Sterna paradisaea (A)
- Крячок королівський, Thalasseus maxima
- Крячок рябодзьобий, Thalasseus sandvicensis (A)
- Водоріз американський, Rynchops niger (A)

## Фаетоноподібні(Phaethontiformes)
Родина: Фаетонові (Phaethontidae)
- Фаетон білохвостий, Phaethon lepturus (A)
- Фаетон червонодзьобий, Phaethon aethereus

## Буревісникоподібні(Procellariiformes)
Родина: Океанникові (Oceanitidae)
- Океанник Вільсона, Oceanites oceanicus (A)

Родина: Качуркові (Hydrobatidae)
- Качурка північна, Hydrobates leucorhous (A)

Родина: Буревісникові (Procellariidae)
- Тайфунник кубинський, Pterodroma hasitata (A)
- Calonectris diomedea (A)
- Буревісник великий, Ardenna gravis (A)
- Буревісник сивий, Ardenna griseus (A)
- Буревісник малий, Puffinus puffinus (A)
- Буревісник екваторіальний, Puffinus lherminieri

## Сулоподібні(Suliformes)
Родина: Фрегатові (Fregatidae)
- Фрегат карибський, Fregata magnificens

Родина: Сулові (Sulidae)
- Сула жовтодзьоба, Sula dactylatra (A)
- Сула білочерева, Sula leucogaster (A)
- Сула червононога, Sula sula (A)

Родина: Змієшийкові (Anhingidae)
- Змієшийка американська, Anhinga anhinga

## Пеліканоподібні(Pelecaniformes)
Родина: Пеліканові (Pelecanidae)
- Пелікан бурий, Pelecanus occidentalis (A)

Родина: Чаплеві (Ardeidae)
- Бугай американський, Botaurus lentiginosus (A)
- Бугайчик звичайний, Ixobrychus minutus (A)
- Бугайчик американський, Ixobrychus exilis (A)
- Чапля північна, Ardea herodias
- Чапля сіра, Ardea cinerea (A)
- Чапля руда, Ardea purpurea (A)
- Чепура велика, Ardea alba
- Чепура мала, Egretta garzetta
- Чапля рифова, Egretta gularis (A)
- Чепура американська, Egretta thula
- Чепура блакитна, Egretta caerulea
- Чепура трибарвна, Egretta tricolor (A)
- Чапля єгипетська, Bubulcus ibis
- Чапля зелена, Butorides virescens
- Чапля мангрова, Butorides striata (A)
- Квак звичайний, Nycticorax nycticorax
- Квак чорногорлий, Nyctanassa violacea (A)

Родина: Ібісові (Threskiornithidae)
- Ібіс білий, Eudocimus albus (A)
- Коровайка бура, Plegadis falcinellus (A)
- Косар білий, Platalea leucorodia (A)

## Яструбоподібні(Accipitriformes)
Родина: Скопові (Pandionidae)
- Скопа, Pandion haliaetus

Родина: Яструбові (Accipitridae)
- Лунь американський, Circus hudsonius (A)
- Лунь очеретяний, Circus aeruginosus (A)
- Шуліка чорний, Milvus migrans (A)
- Шуліка-слимакоїд червоноокий, Rostrhamus sociabilis (A)
- Канюк ширококрилий, Buteo platypterus
- Канюк неоарктичний, Buteo jamaicensis (Ex)

## Совоподібні(Strigiformes)
Родина: Совові (Strigidae)
- Сова болотяна, Asio flammeus (A)

## Сиворакшоподібні(Coraciiformes)
Родина: Рибалочкові (Alcedinidae)
- Рибалочка-чубань неотропічний, Megaceryle torquata (A)
- Рибалочка-чубань північний, Megaceryle alcyon

## Соколоподібні(Falconiformes)
Родина: Соколові (Falconidae)
- Боривітер американський, Falco sparverius (A)
- Підсоколик малий, Falco columbarius
- Підсоколик смугастогрудий, Falco rufigularis (A)
- Сапсан, Falco peregrinus

## Папугоподібні(Psittaciformes)
Родина: Папугові (Psittacidae)
- Папуга-горобець гвіанський, Forpus passerinus (I) (Ex)

Родина: Psittaculidae
- Папужка хвилястий, Melopsittacus undulatus (I) (Ex)

## Горобцеподібні(Passeriformes)
Родина: Тиранові (Tyrannidae)
- Еленія карибська, Elaenia martinica
- Pitangus sulphuratus(інші мови) (A)
- Тиран сірий, Tyrannus dominicensis
- Тиран вилохвостий, Tyrannus savana (A)
- Піві лісовий, Contopus virens (A)
- Піві-малюк оливковий, Empidonax virescens (A)

Родина: Віреонові (Vireonidae)
- Віреон жовтогорлий, Vireo flavifrons (A)
- Віреон червоноокий, Vireo olivaceus
- Віреон чорновусий, Vireo altiloquus

Родина: Ластівкові (Hirundinidae)
- Ластівка берегова, Riparia riparia
- Tachycineta bicolor (A)
- Ластівка північна, Stelgidopteryx serripennis (A)
- Щурик кубинський, Progne cryptoleuca (A)
- Щурик антильський, Progne dominicensis
- Ластівка сільська, Hirundo rustica
- Ластівка міська, Delichon urbicum (A)
- Ясківка білолоба, Petrochelidon pyrrhonota (A)

Родина: Воловоочкові (Troglodytidae)
- Волоочко співоче, Troglodytes aedon (A)

Родина: Пересмішникові (Mimidae)
- Пересмішник антильський, Allenia fusca (Ex)
- Пересмішник жовтодзьобий, Margarops fuscatus (A)
- Пересмішник сивий, Mimus gilvus (A)
- Пересмішник багатоголосий, Mimus polyglottos (Ex)

Родина: Шпакові (Sturnidae)
- Шпак звичайний, Sturnus vulgaris (I)

Родина: Дроздові (Turdidae)
- Дрізд-короткодзьоб малий, Catharus minimus (A)
- Дрізд-короткодзьоб Свенсона, Catharus ustulatus (A)
- Дрізд голоокий, Turdus nudigenis (Ex)

Родина: Мухоловкові (Muscicapidae)
- Кам'янка звичайна, Oenanthe oenanthe (A)

Родина: Ткачикові (Ploceidae)
- Вайдаг червоний, Euplectes franciscanus (I) (A)
- Вайдаг золотистий, Euplectes afer (I) (A)

Родина: Горобцеві (Passeridae)
- Горобець хатній, Passer domesticus (I)

Родина: Плискові (Motacillidae)
- Плиска біла, Motacilla alba (A)

Родина: Трупіалові (Icteridae)
- Гоглу, Dolichonyx oryzivorus (A)
- Трупіал балтиморський, Icterus galbula (A)
- Вашер синій, Molothrus bonariensis
- Вашер великий, Molothrus oryzivorus (A)
- Гракл карибський, Quiscalus lugubris
- Каруг жовтоголовий, Chrysomus icterocephalus (A)

Родина: Піснярові (Parulidae)
- Смугастоволець оливковий, Seiurus aurocapilla (A)
- Пісняр-борсучок, Helmitheros vermivorum (A)
- Смугастоволець білобровий, Parkesia motacilla (A)
- Смугастоволець річковий, Parkesia noveboracensis
- Червоїд золотокрилий, Vermivora chrysoptera (A)
- Пісняр строкатий, Mniotilta varia (A)
- Пісняр жовтий, Protonotaria citrea
- Червоїд світлобровий, Leiothlypis peregrina (A)
- Цитринка сіровола, Oporornis agilis (A)
- Цитринка жовтогорла, Geothlypis formosa (A)
- Болотянка чорногорла, Setophaga citrina (A)
- Пісняр горихвістковий, Setophaga ruticilla
- Пісняр-лісовик рудощокий, Setophaga tigrina (A)
- Пісняр-лісовик блакитний, Setophaga cerulea (A)
- Пісняр північний, Setophaga americana (A)
- Пісняр-лісовик канадський, Setophaga magnolia (A)
- Пісняр-лісовик каштановий, Setophaga castanea (A)
- Пісняр-лісовик рудоволий, Setophaga fusca (A)
- Пісняр-лісовик золотистий, Setophaga petechia
- Пісняр-лісовик рудобокий, Setophaga pensylvanica (A)
- Пісняр-лісовик білощокий, Setophaga striata (A)
- Пісняр-лісовик сизий, Setophaga caerulescens (A)
- Пісняр-лісовик рудоголовий, Setophaga palmarum (A)
- Пісняр-лісовик жовтогузий, Setophaga coronata (A)
- Пісняр-лісовик чорнощокий, Setophaga dominica (A)
- Пісняр-лісовик прерієвий, Setophaga discolor (A)
- Пісняр-лісовик чорногорлий, Setophaga virens (A)
- Болотянка строкатовола, Cardellina canadensis (A)

Родина: Кардиналові (Cardinalidae)
- Піранга пломениста, Piranga rubra (A)
- Піранга кармінова, Piranga olivacea (A)
- Кардинал червоний, Cardinalis cardinalis (I) (Ex)
- Кардинал-довбоніс червоноволий, Pheucticus ludovicianus (A)
- Скригнатка синя, Passerina caerulea (A)
- Скригнатка індигова, Passerina cyanea (A)
- Лускун, Spiza americana (A)

Родина: Саякові (Thraupidae)
- Посвірж короткодзьобий, Sicalis luteola
- Цереба, Coereba flaveola
- Вівсянка-снігурець барбадоська, Loxigilla barbadensis (E)
- Потрост чорноволий, Melanospiza bicolor